# Evan Oliphant
Evan Oliphant (Wick, 8 januari 1982) is een Schots voormalig professioneel wielrenner. Hij reed voor onder meer Endura Racing en Team Raleigh. In 2017 stopte Oliphant als professioneel wielrenner; sindsdien is hij nog wel actief als amateur. Hij werd tweemaal Schots kampioen op de weg.

## Belangrijkste overwinningen
2006
Beaumont Trophy
4e etappe Ronde van Wellington
2011
1e etappe Ronde van Tsjechië (ploegentijdrit)
2014
Schots kampioen op de weg, Elite
2016
Schots kampioen op de weg, Elite

## Ploegen
- 2005 –  Recycling.co.uk-MG X-Power
- 2006 –  Recycling.co.uk
- 2007 –  Driving Force Logistics-Cyclingnews-Litespeed
- 2008 –  Plowman Craven Racing Team
- 2009 –  Plowman Craven-Madison (tot 15-06)
- 2009 –  Endura Racing (vanaf 01-07)
- 2010 –  Endura Racing
- 2011 –  Endura-Equipe
- 2012 –  Raleigh-GAC-Skoda
- 2013 –  Team Raleigh
- 2014 –  Team Raleigh
- 2015 –  Team Raleigh-GAC
- 2016 –  Team Raleigh-GAC

Barclay · Creber · Hand · James · McCallum · McRae · Oliphant · Robinson · Smith · Urquhart · Wilkinson
Bauer · Blain · Camaño · Christie · Creber · Hand · Hayles · King · Lines · McCallum · Moss · Oliphant · Partridge · Thwaites · C. Wilkinson · I. Wilkinson
Anderson · Bauer · Blain · Camaño · Clarke · Hayles · de Jonge · Mandri · Moss · Oliphant · Partridge · Pritchard · Thwaites · Voss · Wetterhall · C. Wilkinson · I. Wilkinson
Briggs · Hampton · Holloway · Holmes · Holohan · Holt · Horton · Janssen · Oliphant · Sparling · Sulzberger · Townshend
Berthou · Blain · Briggs · Britton · Christian · Hampton · Holmes · Lang · Moses · Norris · O'Brien · Oliphant · Scully · Stewart · Witmitz
Atkins · Barker · Blain · Boulo · Christian · Kneisky · Oliphant · Perett · Stones · Wilkinson